# 德沃萨尔
德沃萨尔（Devsar），是印度古吉拉特邦Navsari县的一个城镇。总人口8869（2001年）。

## 人口
该地2001年总人口8869人，其中男性4539人，女性4330人；0—6岁人口953人，其中男523人，女430人；识字率79.90%，其中男性为84.29%，女性为75.29%。